# Askanews
askanews è un'agenzia di stampa italiana. Produce notizie in forma testuale, foto e video. È la seconda a livello nazionale per numero di giornalisti dopo l'Ansa.

## Descrizione
L'agenzia dispone di due redazioni, a Roma e Milano, con oltre cento giornalisti, che ne fanno la seconda agenzia per numero di giornalisti subito dopo l'ANSA. Askanews produce quotidianamente un notiziario testuale e un flusso video distribuito attraverso un network di centri media nazionali ed esteri, con la collaborazione delle agenzie France Presse (Francia) e RIA Novosti (Russia), così come della rete di corrispondenti distribuita in diverse capitali straniere, tra cui Bruxelles, New York e Mosca.
Nell'ottobre 2014 è avvenuto il lancio del portale askanews.it.

## Storia
askanews è nata nel 2014 dall'integrazione di Asca, agenzia di stampa presieduta da Giuseppe Cornetto Bourlot e diretta da Gianfranco Astori, e TMNews, presieduta da Brunetto Tini e diretta da Claudio Sonzogno.

### Asca
Nel marzo 1969 viene fondata la Agenzia di Stampa Cattolica Associata (Asca) come redazione romana di una serie di quotidiani di estrazione cattolica, tra cui «L'Eco di Bergamo, «L'Ordine» di Como, «L'Adige» di Trento e «Il Cittadino» di Genova. L'impulso iniziale è di Flaminio Piccoli leader democristiano. Primo direttore è Gianfranco Barberini.
Nel 1973 si decide di rinunciare alla caratteristica confessionale; l'acronimo Asca è conservato, mentre la dizione «Agenzia stampa cattolica associata» viene sostituita da "Agenzia stampa quotidiana nazionale".
Nel 1986 assume il controllo dell'agenzia Luigi Abete, già presidente dei Giovani Industriali e poi vicepresidente di Confindustria. Nel 1988 viene nominato direttore Claudio Sonzogno, che condurrà l'agenzia alla fusione con TM News.

### Asca e TMNews
La nuova agenzia deve la sua esistenza anche al contributo di «TMNews» (ex «APCOM» e prima ancora «APBiscom»), la quale già collaborava col network televisivo statunitense CNN. APCOM è stata fondata nel febbraio del 2001, con il nome di APBiscom, da Lucia Annunziata, grazie alla sinergia di agenzie italiane, svizzere e della statunitense Associated Press.
Nel corso del 2003 APCOM è passata sotto il controllo di Telecom Italia; dal 2009 è stata acquisita per il 60% da Sviluppo Programmi Editoriali (S.p.A. di proprietà del Gruppo Abete che fa riferimento all'omonima famiglia), e da Brunetto Tini, Giuseppe Cornetto Bourlot, la famiglia Fontana e Maria Paola Merloni. Il nuovo direttore, Claudio Sonzogno, ha gestito l'uscita dalla collaborazione internazionale con l'Associated Press. Dal dicembre 2010 ha cambiato nome in TMNews. Dal settembre 2011 all'ottobre 2021 è stato direttore responsabile Paolo Mazzanti.
L'agenzia è titolare dei servizi di stampa per conto della Presidenza del Consiglio dei Ministri. Con la riassegnazione dei servizi tramite un bando europeo (2015), askanews ha ottenuto l'assegnazione del Lotto 3, corrispondente ai servizi d'informazione per la Pubblica Amministrazione.